# Dubravka Vrgoč
Dubravka Vrgoč (Požega, 23. rujna 1961.) - hrvatska magistra komparativne književnosti i diplomirana dramaturginja. Bila je intendantica HNK u Zagrebu, predsjednica Europske kazališne konvencije, osnivačica je, umjetnička ravnateljica i selektorica Festivala svjetskog kazališta.
Diplomirala je na studiju dramaturgije i svjetske književnosti na Akademiji za kazalište, film i televiziju i Filozofskom fakultetu u Zagrebu 1984. godine. Magistrirala je na Filozofskom fakultetu u Zagrebu na Odjelu za komparativnu književnost s radom „Nova hrvatska drama” 1996. godine. 
Pisala je književne kritike, eseje i recenzije za časopise, radio-drame za Hrvatski radio i scenarij za televizijsku dramu "Andreja ili kako odrasti" za HTV.
Osnovala je Festival svjetskog kazališta 2003. godine na kojem je umjetnička ravnateljica i selektorica. Bila je ravnateljica Zagrebačkog kazališta mladih.
Osam godina do rujna 2022. bila je intendantica zagrebačkog HNK. Njezina dva mandata na čelu te kuće prošla su turbulentno, no vratila je publiku u to kazalište koje je postalo jedna od najživljih kulturnih institucija u gradu i gdje se za premijere tražila karta više. Za vrijeme njenog mandata utemeljen je Filozofski teatar kojeg od 2004. godine uređuje i vodi filozof Srećko Horvat, kao dio redovnog programa Hrvatskoga narodnog kazališta u Zagrebu.
Izabrana je za novu intendanticu riječkog HNK Ivana pl. Zajca, a na dužnost će stupiti 1. siječnja 2025., nakon što istekne mandat aktualnom intendantu Marinu Blaževiću.